# Ctenophora nubecula
Ctenophora nubecula är en tvåvingeart som beskrevs av Osten Sacken 1864. Ctenophora nubecula ingår i släktet Ctenophora och familjen storharkrankar. Inga underarter finns listade i Catalogue of Life.